# Église Saint-Victor de Rignac
L'église Saint-Victor de Rignac est une église catholique située au village de Rignac, sur le territoire de la commune de Cuzance,  dans le département du Lot, en France.

## Historique
Construit au XIIe siècle, l'édifice a été remanié au XVe siècle avec le percement d'ouvertures dans le mur sud de la nef, et la construction de trois chapelles latérales. Entre le XVIIe et le XIXe, un clocher a été ajouté au-dessus d'une tribune, transversalement à la nef.
Il est classé au titre des monuments historiques le 3 juin 1959.
Plusieurs objets sont référencés dans la base Palissy.

## Description
La nef est prolongée par un avant-chœur ; le chevet se termine en abside demi-circulaire. La charpente à chevrons semble être d'origine. L'avant-chœur est carré, couvert par une voûte en arc de cloître ménageant une ouverture quadrilobée, et surmonté d'un clocher octogonal.